# Taurus 65/Taurus 66
Le revolver brésilien Taurus modèle 65 est une arme de police à visée fixe et platine double action produite par Forjas Taurus SA depuis le début des années 1980. Munie d’une visée réglable, il donna naissance au Taurus 66 pouvant être utilisé aussi bien pour la défense personnelle que pour le tir sportif.
Dans les décennies suivantes, la gamme des revolvers à carcasse moyenne du fabricant de Porto Alegre compte les Taurus 669/Taurus 689, Taurus 608 et Taurus 609.

## Présentation
Ces armes de poing sont bâties sur le principes des S&W Model 10 mais ils sont dotés d’une barre de transfert et d’un percuteur flottant. Leur crosse est soit en framiné soit en élastomère.

## Données techniques

### Taurus 65
- Matériaux : acier/acier inoxydable (depuis 1993)
- Munition :.357 Magnum
- Barillet : 6 coups. Les armes produites depuis 2007 ont une capacité de 7 coups
- Masse à vide :
  - des revolvers de la 1re génération : 0,95 kg à 1,05 kg
  - des revolvers des 2de génération : 1,050 kg à 1,100 kg
  - des revolvers à 7 coups et canon lourd : 1,08 kg
- Longueur du canon : 63 mm (revolvers des 1re génération jusqu'en 1992), 76 mm ou 101 mm. Depuis 2007, seulement 101 mm.Ec
- Longueur totale : 21 à 24 cm (revolvers des 1re et 2de génération jusqu'en 2007) puis 27 cm.

### Taurus 66
- Matériaux : acier/acier inoxydable (depuis 1993)
- Munition :.357 Magnum
- Barillet : 6 coups. Les armes produites depuis 2007 ont une capacité de 7 coups
- Masse à vide :
  - des revolvers de la 1re génération : 0,94 kg à 1,09 kg
  - des revolvers des 2de génération :
  - des revolvers à 7 coups et canon : 1,15 kg
- Longueur du canon : 63 mm, 76 mm, 101 mm ou 152 mm. Depuis 2007, seulement 101 mm et 152 mm.
- Longueur totale : 20 à 29 cm (revolvers des 1re et 2de génération jusqu'en 2007) puis 27 cm.

## Diffusion
Les Taurus calibre .357 MAG sont utilisés par les narcotrafiquants (Colombie et policiers brésiliens  ou latino-américains. Ils  sont aussi d'usage courant aux États-Unis comme armes de défense personnelle.

## Apparitions des Taurus M65 et M66 dans la fiction populaire
Moins coûteux que son modèle le S&W Model 65, le M65 arme le Shérif Lawson (Bob Hoskins) dans Une nuit en enfer 2 : Le Prix du sang, un pirate dans La Vie aquatique, un tueur à gages dans Hunger et Fergus (Ben Kingsley), un membre de l'IRA, dans La Guerre de l'ombre (Fifty Dead Men Walking). À la télévision, il apparaît dans un épisode de la saison 5 de Supernatural.
Ayant l'aspect du S&W Model 66, mais à un prix inférieur, le M66 est reconnaissable dans les films américains Trois enterrements et La colline a des yeux. Il est aussi utilisé dans la saison 1 de Revolution et les saisons 2 et 6 de Supernatural.
Il s agit aussi du revolver utilisez par Joel et les autres survivants dans le jeu video The last of us et the last of us part 2.

## Sources et bibliographie francophone
Cette notice est issue de la lecture des revues et ouvrages spécialisés de langue française suivantes :
- Cibles (FR)
- Action Guns (Fr)
- R. Caranta, Pistolets & revolvers, aujourd'hui, 5 tomes, Crépin-Leblond, 1998/2009
- Catalogue Taurus pour l'Europe, édition 1994.
- Catalogue de l'importateur français des armes Taurus, édition 2006/2007